# Еланка (Куйбышевский район)
Ела́нка — деревня в Куйбышевском районе Новосибирской области. Входит в состав Балманского сельсовета.

## География
Площадь деревни — 57 гектаров.

## Население
| 2002 | 2007 | 2010 |
| ---- | ---- | ---- |
| 52   | ↘41  | ↘33  |

## Инфраструктура
В деревне по данным на 2007 год отсутствует социальная инфраструктура.